# Huisheim
Huisheim – miejscowość i gmina w Niemczech, w kraju związkowym Bawaria, w rejencji Szwabia, w regionie Augsburg, w powiecie Donau-Ries, wchodzi w skład wspólnoty administracyjnej Wemding. Leży częściowo na terenie Parku Natury Dolina Altmühl, około 12 km na północny zachód od Donauwörth.

## Dzielnice
W skład gminy wchodzą następujące dzielnice:
- Huisheim
- Gosheim
- Lommersheim

## Demografia
| Rok  | Liczba mieszk. |
| ---- | -------------- |
| 1970 | 1 348          |
| 1987 | 1 448          |
| 2000 | 1 636          |

## Polityka
Wójtem gminy jest Hermann Rupprecht z SPD, rada gminy składa się z 12 osób.
|      | CSU | SPD | PWG/FWG/FBB | UW Gosheim-Huisheim | JWG | Razem |
| 2008 | 3   | 2   | 3           | 2                   | 2   | 12    |
| 2002 | 3   | 2   | 3           | 2                   | 2   | 12    |

## Oświata
W gminie znajduje się przedszkole oraz szkoła podstawowa.